# White (priimek)
White je priimek več oseb:
- Barney White-Spunner, britanski general
- Betty White (1922-2021), ameriška igralka
- Cecil Meadows Frith White, britanski general
- Carlette Guidry-White, ameriška atletinja
- Charlie White - John H. White - Minor White - ameriški fotografi
- Cyril Brudenell Bingham White, avstralski general
- Edward Higgins White II., ameriški vojaški pilot in astronavt
- Hayden White (1928-2018), ameriški zgodovinar in literarnozgodovinski teoretik
- Jack White in Meg White, ustanovitelja ameriške rock skupine White stripes
- James Butler White, kanadski vojaški pilot
- John Burton White, kanadski general
- John White (veslač), ameriški veslač
- Joseph Leonard Maries White, kanadski vojaški pilot
- Krista White, ameriški fotomodel
- Lionel White (1905–1985), ameriški novinar in pisec kriminalnih romanov
- Marilyn White, ameriška atletinja
- Maurice Fitzgibbon Grove-White, britanski general
- Patrick White (1912–1990), avstralski pisatelj
- Percival Napier White, britanski general
- Simon David Manton White, britanski astrofizik
- Stephanie White-Arnold, ameriška lokostrelka
- Thomas Dresser White, ameriški general in vojaški pilot
- Wilfred White (hokejist), kanadski hokejist
- Willye White, ameriška atletinja